# ツヴァイ (企業)
株式会社ZWEIは、日本国内における結婚相手紹介サービス会社の最大手の一つ。イオングループに属していたが、2020年5月にIBJの子会社となった。
創業は1984年。創業40年の老舗結婚相談所である。
会員数は、業界最大級の95,000人(※2023年12月末日時点のツヴァイとIBJの会員数合計)。これまでの成婚者累計は17.2万人(※1984年11月から2023年12月の間にツヴァイを成婚退会された方の累計)。
一部上場企業や官公庁などを含む、20,000社以上と法人会員契約を締結している。

## 沿革
- 1984年11月 - ジャスコ株式会社（現：イオン株式会社）の出資により、株式会社ツヴァイ設立。
- 2004年10月 - ジャスダック上場。
- 2007年12月 - 結婚EQ診断（恋愛傾向診断）導入。
- 2007年12月 - 東京証券取引所2部上場。
- 2008年2月 - ジャスダック証券取引所上場廃止。
- 2009年3月 - パーティ・交流会事業「クラブチャティオ」開始。
- 2010年12月 -価値観を重視した出会いの仕組み「愛コンパス」導入。
- 2011年12月 - ZWEI (THAILAND)CO.,LTD.設立。
- 2012年10月 - ウエディング事業「イオンウエディング」を展開開始。
- 2012年12月 - 本社を東京都千代田区内幸町から中央区銀座へ移転。
- 2014年5月 - ZWEI (THAILAND)CO.,LTD.事業停止。
- 2018年4月 - インプレッション・マッチングサービス開始。
- 2020年6月 - 東京証券取引所2部上場廃止。株式売渡請求によりイオングループを離脱、IBJの完全子会社となる。
- 2020年10月 - 「株式会社ZWEI」に商号変更。

## ミッション＆ビジョン
「一組でも多くの幸せを育む」をミッションとし、1984年の創業以来、最高のパートナーと出会えるマッチングネットワークとなることを目指し、進化を続けている。

## 事業所
本社
東京都中央区銀座5-9-8 クロス銀座4F
大阪支社
大阪府大阪市北区大深町4-20グランフロント大阪タワーA（南館）15階
名古屋支社
愛知県名古屋市中村区名駅4-5-28　桜通豊田ビル17階

## 店舗
全国52店舗でサービスを展開（サテライトを除く）。これは業界最大級である。
全国各地に店舗を構え、会員数が多いこともあり、地方での婚活にも強い結婚相談所と定評がある。
店舗一覧
【北海道・東北】  札幌店、 仙台店、 盛岡店、青森店、秋田店、山形店、郡山店
【北陸・甲信越】長野店、松本店、新潟店、甲府店、富山店、金沢店
【関東】東京銀座店、新宿店、池袋店、町田店、立川店、横浜店、川崎店、藤沢店、千葉店、船橋店、柏店、大宮店、水戸店、高崎店、宇都宮店
【東海】名古屋店、岡崎店、静岡店、浜松店、岐阜支社
【関西】大阪店、難波店、京都店、奈良店、神戸店、姫路店、草津店、和歌山店
【中国・四国】 岡山店、広島店、 高松店、松山店、
【九州・沖縄】福岡店、 北九州店、熊本店、鹿児島店、大分店、長崎店、佐賀店、那覇店　

## ルアナラウンジ
近年のお見合い数の増加に対応し、2022年6月25日（土）には「ツヴァイ新宿店」内に、ツヴァイ初となるお見合い専用ラウンジ（ルアナラウンジ）を設置。初対面の場にふさわしいシックで落ち着いた内装のもと、専任スタッフがお見合いをコーディネートしてくれる。同時に複数のお見合いが行えるため、「予約ができない」「行っても混んでいる」などのストレス解消にも繋がっている。その後、名古屋店、横浜店にも、同ラウンジがオープンしている。

## サポート内容
ツヴァイの主なサポート内容は、以下の5つ。
- 無料お見合い調整

- 仲人によるお相手へのお気持ち確認

- 仲人によるお見合いから成婚までの仲介サポート

- お見合い場所に相談所を利用

- プロポーズ成功までのサポート

活動中のサポート〜成婚に至るまで、ありとあらゆる場面で適切なサポートを提供している。

## 割引制度
現在、提供している割引サービスは以下の4つ。
- 20代割…20代で婚活をはじめる方向け
- 再入会割…一度ツヴァイを退会して、活動再開する方向け
- のりかえ割…他社で活動されていて、新たにツヴァイで活動をはじめる方
- メディカルワーカー割…医療に従事されている方向け

## オリジナルキャラクター
ツヴァイオリジナルキャラクターの名前は"コケッコン"。「幸運を招くシンボル」であるニワトリをモチーフとしており、幸せな結婚相手が見つかるように願いを込め、トサカや目元、足などがハートの形になっている。

## 加盟団体
- 結婚相手紹介サービス協議会（JMIC)

## その他
- ツヴァイ（Zwei）は、ドイツ語で数字の「2」を意味する。
- 創業当初より、神津善行・中村メイコ夫妻が広告のキャラクターを務めていたが、IBJグループに移行後の広告キャラクターは重盛さと美が務めていたが、2022年からは王林に交代した。
- TBSテレビ『がっちりマンデー!!』の2011年9月11日放送分にて、同社の特集が取り上げられた。
- 2020年3月、結婚情報や婚活サービスを手掛けるIBJが、ツヴァイを完全子会社にすると発表した。TOB（株式公開買い付け）を実施して全株式を取得し、同年4月25日にIBJによるTOBが成立[3]。同年6月1日にツヴァイ株は上場廃止となる[4]。[5]